# Groß-Schweinbarth (zámek)

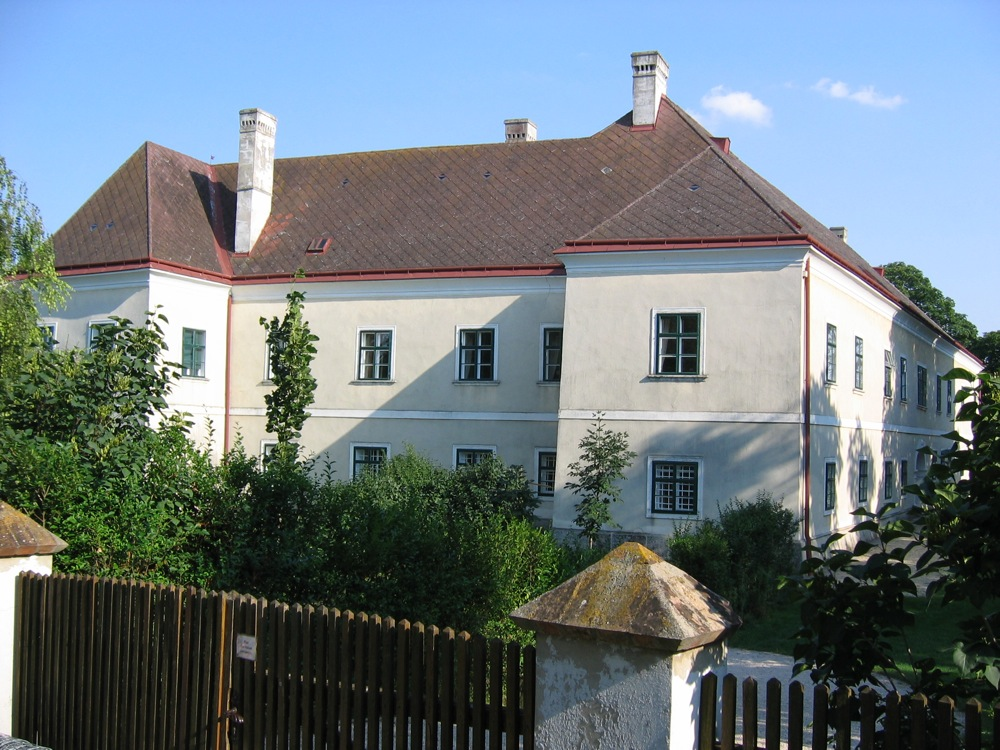
Zámek Groß-Schweinbarth

Zámek Groß-Schweinbarth se nachází v jižní části městyse Groß-Schweinbarth v okrese Gänserndorf v rakouské spolkové zemi Dolní Rakousy.
Jeho historie sahá až do 12. století. Dnes patří jako Petronell (zámek), Rappottenstein (hrad), die Maissau (hrad), Traun (zámek) a další majetky, jako palác Abensperg-Traun hraběcí rodině Abensperg-Traunů.

## Historie
Historie zámku začíná ve 12. století, kdy místo nazývané jako „Suinwart“ nebo „Swinwart“ se vztahovalo k lovu divočáků. Ještě před rokem 1260 byl v místě postaven vodní hrad, který ještě na počátku 14. století sloužil při lovu na černou zvěř.
Nakonec musel být odebrán pod správu purkrabího z Norimberka. Dále se některé majetky dostaly pod rodinu Kuenringů, kterým narůstaly problémy ve vztahu v hranicích svých majetků. V roce 1375 byl hrad a tržiště se souhlasem purkrabího Friedricha z Norimberka od Nizzo II. převedeno na manželku Markétu z Pottendorfu. V dalších letech se vlastnictví Schweinbarthu a vodního hradu několikrát změnilo, takže konkrétní informace jsou příliš komplikované.
V roce 1658 hrabě Ernst z Abensperg-Traunu (1608-1668) získal část braniborského podílu na Groß-Schweinbarth. O tři roky později koupil vodní hrad Karl Johann Wilhelm ze Schönkirchenu.
Nynější zámek přestavěl hrabě Abensperg, který také v letech 1973-1978 opravil napáchané škody v roce 1945.

## Popis zámku
Zámek je ještě částečně obklopen hradním příkopem, který je ale od roku 1767 vysušený. Původně hrad postavený na pilotech byl v roce 1792 podezděn. Západní průčelí stavby má dvě podlaží, dozadu jsou postavena dvě nestejně dlouhá křídla, která vytváří čestný dvůr, kde vyčnívá zkrácené severní křídlo. Také vyčnívá halová stavba na zahradní straně, která otevírá východní stranu dvora uzavřenou klenutou zdí. Severní křídlo zámku bylo původně hlavním traktem, v době, když to byl vodní hrad. Zdivo je postaveno z malých lomových kamenů. Obě další křídla byla postavena z cihel teprve za hraběte Abensper-Trauna.
Západní křídlo zámku bylo postaveno za hraběte Johanna Adama z Abensperg-Traun 1792-1797 a chybí proto na Fischerově (1656-1723) vedutě z roku 1672. V roce 1833 byla postavena také jednopodlažní hospodářská budova. Na protější straně ulice stojí, v roce 1803 postavený objekt dřívějšího vrchnostenského chudobince. V přilehlém dvoře je dnes národopisné muzeum Groß-Schweinbarthu.